# Euthyatira
Euthyatira is een geslacht van vlinders van de familie eenstaartjes (Drepanidae), uit de onderfamilie Thyatirinae.

## Soorten
- E. lorata (Grote, 1881)
- E. pennssylvanica Smith, 1902
- E. pudens (Guenée, 1852)
- E. semicircularis (Grote, 1881)